# ژوستین و مصائب پاکدامنی
ژوستین و مصائب پاکدامنی (ایتالیایی: Justine ovvero le disavventure della virtù) یک فیلم درام شهوانی به کارگردانی خسوس فرانکو محصول سال ۱۹۶۹ است که بر پایهٔ رمان ژوستین اثر مارکی دو ساد ساخته شد.

## بازیگران
- کلاوس کینسکی
- رومینا پاور
- ماریا رم
- رزماری دکستر
- جک پالانس
- آکیم تامیروف
- هوارد ورنون
- سیلوا کوشچینا
- مرسدس مک‌کمبریج
- روزالبا نری
- خسوس فرانکو
- ژرارد تیشی
- هورست فرانک
- گوستاوو ری
- سرینا ورگانو